# Parafia Najświętszej Maryi Panny Matki Miłosierdzia w Oleśnicy
Parafia Najświętszej Maryi Panny Matki Miłosierdzia w Oleśnicy – znajduje się w dekanacie Oleśnica wschód w archidiecezji wrocławskiej.  Jej proboszczem jest ks. Mariusz Bąkowski. Obsługiwana przez kapłanów archidiecezjalnych. Erygowana w 1990. Mieści się przy ulicy Wileńskiej.